# Westland Wapiti
Westland Wapiti byl britský vojenský dvoumístný víceúčelový jednomotorový dvouplošník s pevným podvozkem z dvacátých let 20. století. Vznikl na základě specifikace 26/27 britského ministerstva letectví, která požadovala náhradu za Airco D.H.9A. Byl používán v Britské Indii a na Středním východě jako „imperiální policie“. Dočkal se i služby a bojů za druhé světové války.

## Vývoj
Ve druhé polovině 20. let 20. století vydalo britské ministerstvo letectví specifikaci 26/27 hledající náhradu za dosluhující Airco D.H.9A. Kvůli úspoře času a jelikož bylo k dispozici hodně náhradních dílů k D.H.9A, požadovala specifikace, aby nový stroj využil co nejvíce komponent z D.H.9A. Firma Westland měla výhodu v tom, že byla hlavním dodavatelem pro D.H.9A a tak vyhrála první kontrakt (proti sedmi dalším konkurenčním typům) na stavbu 25 letadel, což bylo pravděpodobně pro Westland v poválečném období, kdy klesalo množství zakázek, záchranou.
Prototyp (J8495) poprvé vzlétl 7. března 1927 pilotován L. P. Openshawem. Bylo vyvinuto několik verzí a výroba byla ukončena v roce 1932.

## Služba

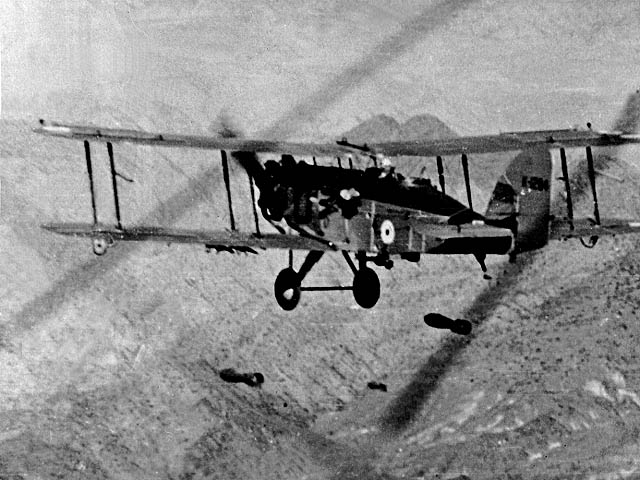
Wapiti od RCAF během bombardování

Letoun Wapiti Mk.I jako první obdržela v červnu 1928 84. peruť RAF v Šejbě v Iráku. Byl hojně používán v Iráku a v Indii pro podporu pozemních jednotek, jako bombardér i jako průzkumný letoun. V prosinci 1928 eskortovaly Wapiti 20. perutě RAF dopravní Vickers Victoria během evakuace Kábulu. Při přeletu z Péšávaru do Kábulu tak Wapiti uskutečnily první přelet letadla přes Chajbarský průsmyk.
Australské a kanadské letectvo ponechalo Wapiti ve službě až do vypuknutí války. Při vypuknutí druhé světové války byly Wapiti ještě stále ve službě v Britské Indii u 5. a 27. (výcvikové) perutě RAF a 1. perutě IAF. V roce 1941 byla Wapiti vyzbrojena i 2. peruť IAF, ale tyto perutě se s vypuknutím války v Pacifiku svých Wapiti zbavily. V roce 1942 operovala s letouny Wapity i 4. letka pobřežní obrany (v dubnu přeznačená na 104. peruť). V březnu 1942 byla založena 6. letka pobřežní obrany IAF, která byla vybavena Wapiti.
V Indii Wapiti používaly letky pobřežní obrany (1., 2., 4., 5. a 6.) k hlídkování nad mořem. Během této činnosti byl 28. března 1942 ztracen Wapiti Mk.V J9742, který musel kvůli vyčerpání paliva přistát na hladině. Z Vizagapatanamu operovaly 4. a 6. letka pobřežní obrany a k jedné z nich náležel i Wapiti Mk.V J9754, který během japonského nájezdu do Indického oceánu, operace C, ráno 6. dubna 1942 objevil letadlovou loď Rjúdžó s doprovodem. J9754 unikl pozornosti japonských palubních stíhačů a vrátil se zpět. Koncem roku 1942 byly Wapiti od letek pobřežní obrany vyřazovány a ještě nějaký čas dosloužily u jednotek pro spolupráci s protiletadlovým dělostřelectvem.
Prototyp Wapiti Mk.V s imatrikulací G-AAWA byl používán pro demonstrační lety s plováky v Uruguayi a Argentině s šéfpilotem firmy Westland Haraldem J. Penrosem, přičemž byl vybaven hvězdicovým čtrnáctiválcem Armstrong Siddeley Panther IIA. Později byl osazen hvězdicovým devítiválcem Bristol Pegasus IV o výkonu 490 kW, čímž vznikl stroj označovaný jako Westland PV-6, Wapiti VII, či Houston-Wallace. Po přeregistrování na G-ACBR na něm kapitán (Flt. Lt.) David F. McIntyre 3. dubna 1933 jako první přeletěl Mount Everest.
Během své služby u RCAF si vysloužil nelichotivou přezdívku „What–A–Pity“ („Jaká škoda“).

## Vojenští uživatelé
Austrálie – Royal Australian Air Force: 44 Wapiti (RAAF seriály A5-1 až A5-44) sloužilo u RAAF od roku 1929 do roku 1944
- 1. peruť RAAF
- 3. peruť RAAF
- No. 1 Flying Training School RAAF
- Central Flying School RAAF

 Kanada – Royal Canadian Air Force: V roce 1935 koupilo RCAF 24 Wapiti Mk.IIA od RAF čísel 508-513 a 527-544. Prvních šest strojů bylo vyložených v Kanadě v březnu 1936. Poslední Mk.IIA (511 a 512) dostaly v červnu 1939 zařízení pro vlekání terčů a tuto činnost provozovaly do srpna 1940.

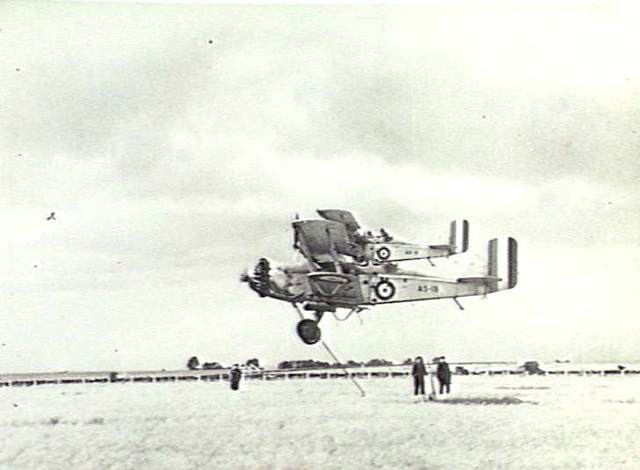
Wapiti A5-19 (v popředí) a A5-9 od 1. perutě RAAF při nízkém průletu v těsné formaci. Před zavedením rádia se pro předávání zpráv používal hák, kterým letadlo zachytilo lanko, ke kterému byla přivázána zpráva a takto jí vyzvedlo. Zmíněnou techniku předvádí A5-19.

- 3. peruť RCAF v Trentonu, v roce 1939 v Halifaxu, později přeznačená na 10. (bombardovací a průzkumnou) peruť RCAF, používala Wapiti až do dubna 1940[10] kdy došlo k přezbrojení této jednotky na stroje Douglas Digby.
- technická výcviková škola v St. Thomas, Ontario převzala Wapiti v červenci 1940 od 10. perutě[10]

 Čína: čtyři Wapiti Mk VIII byly prodány do Číny
 Britská Indie:
- 1. peruť IAF
- 2. peruť IAF
- 7. peruť IAF
- 1. střelecká škola IAF

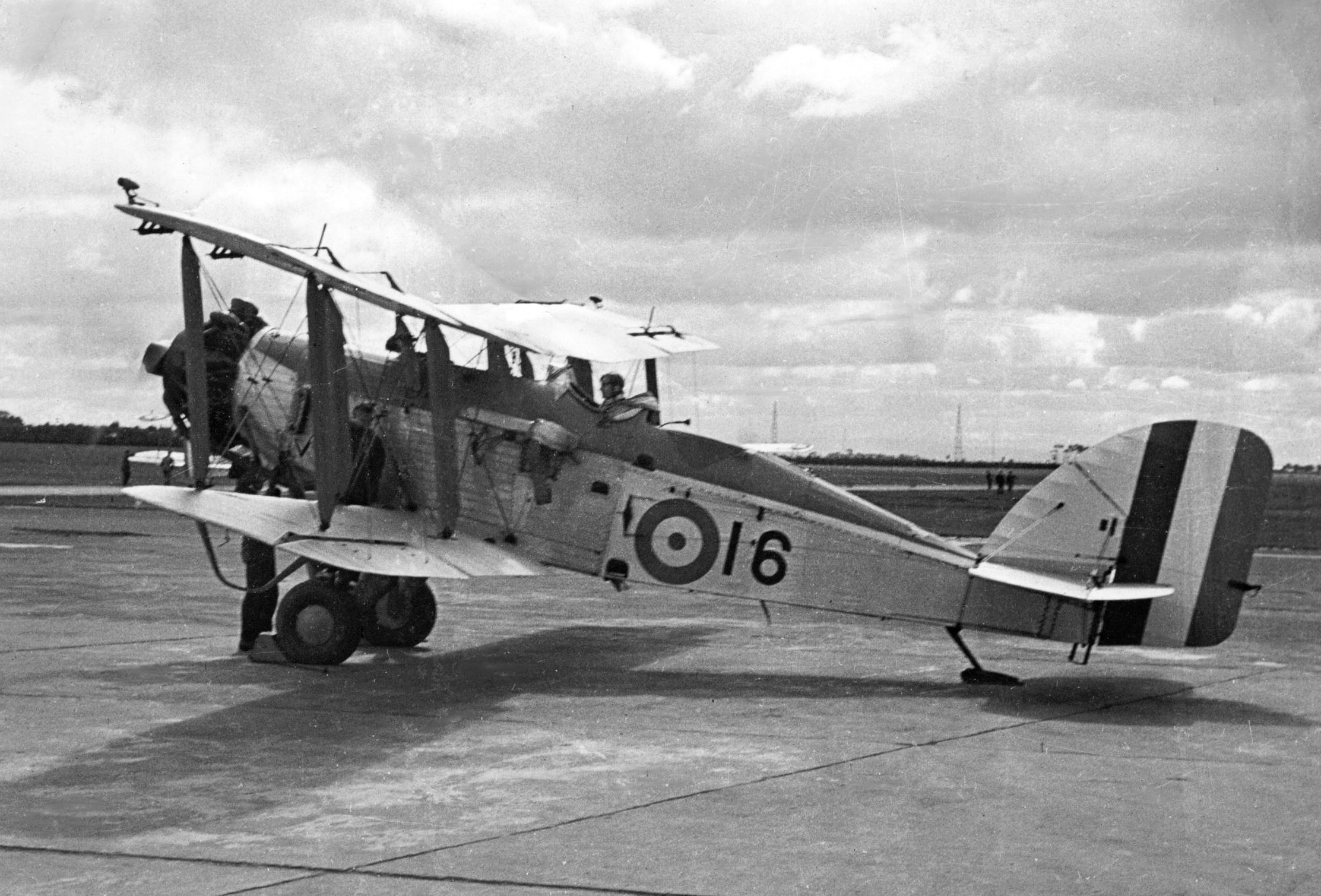
Westland Wapiti, No. 1 Flying Training School, 1938

- 1. AACU (~ Anti-Aircraft Co-operation Unit, jednotka pro spolupráci s protiletadlovým dělostřelectvem)
- 2. AACU
- 3. AACU
- 1. letka pobřežní obrany (Coastal Defence Flight) IAFVR (Indian Air Force Volunteer Reserve)
- 2. letka pobřežní obrany IAFVR
- 4. letka pobřežní obrany IAFVR (od dubna 1942 104. peruť IAF)

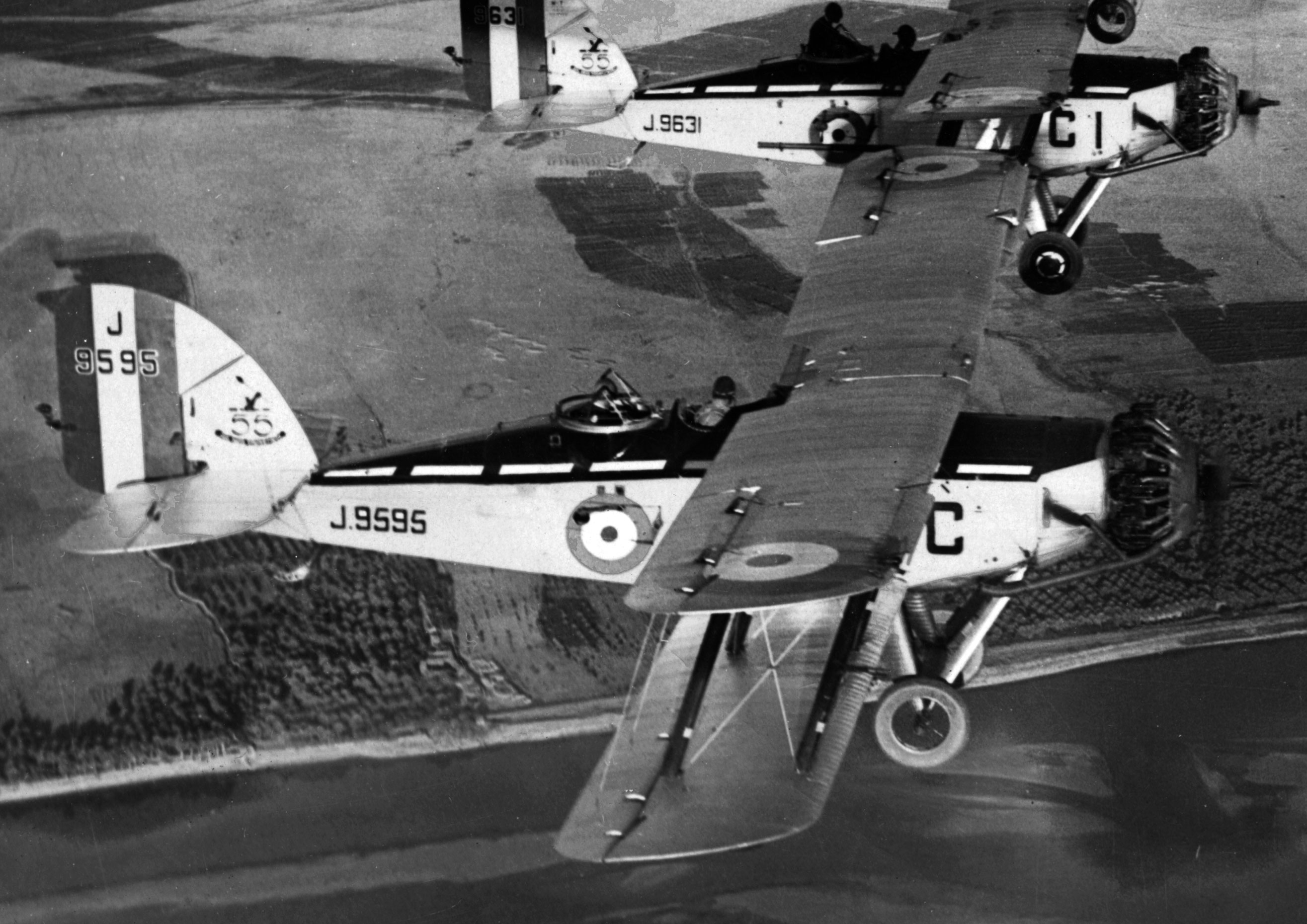
Westland Wapiti Mk.IIA, 55 Sqdn, Royal Air Force

- 5. letka pobřežní obrany IAFVR
- 6. letka pobřežní obrany IAFVR

 Jihoafrická unie – South African Air Force
 Spojené království – Royal Air Force:
- v Britské Indii:
  - 5. peruť RAF
  - 11. peruť RAF
  - 20. peruť RAF
  - 24. peruť RAF
  - 27. peruť RAF
  - 28. peruť RAF
  - 31. peruť RAF
  - 60. peruť RAF
- v Iráku:
  - 30. peruť RAF v Mosulu
  - 39. peruť RAF
  - 55. peruť RAF
  - 84. peruť RAF v Šejbě

- ve Spojeném království:
  - 501. peruť RAF ve Filtonu
  - 502. peruť RAF v Aldergrove
  - 600. peruť RAF v Hendonu
  - 601. peruť RAF v Hendonu

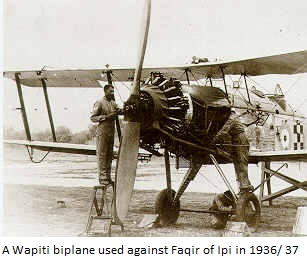
Westland Wapiti

  - 602. peruť RAF v Renfrewu a Abbotsinchi
  - 603. peruť RAF v Turnhouse
  - 604. peruť RAF v Hendonu
  - 605. peruť RAF v Castle Bromwich
  - 607. peruť RAF
  - 608. peruť RAF v Thornaby

## Varianty

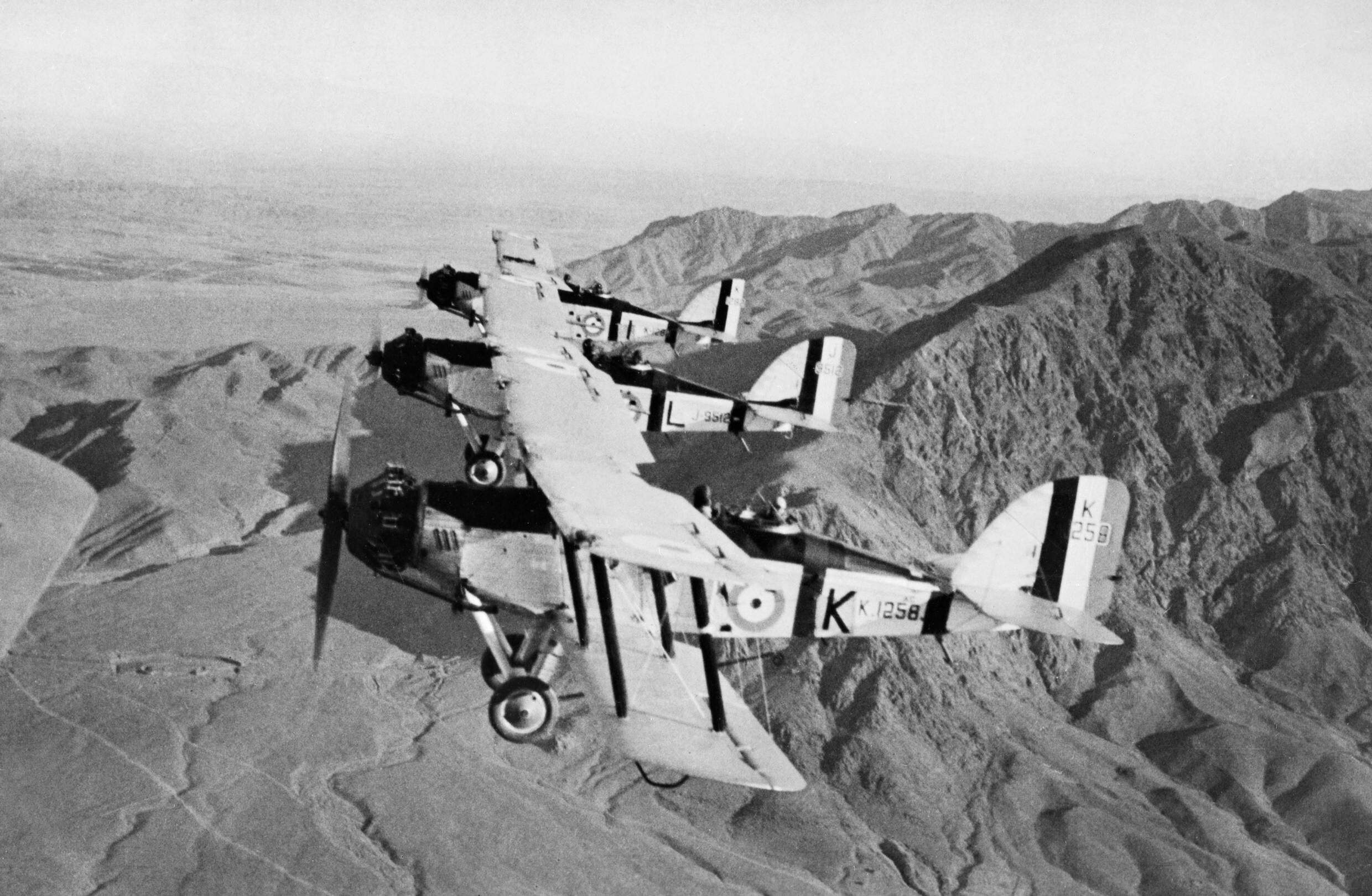
Westland Wapiti Mk.IIA 31. perutě, RAF, 1931

- Wapiti I: první série vzniklá na základě specifikace 26/27. Předek trupu kovový, jinak byl trup ze dřeva.[3] Výzbroj tvořil jeden synchronizovaný kulomet Vickers ráže 7,7 mm, jeden pohyblivý kulomet Lewis ráže 7,7 mm a 250 kg pum. Vyrobeno 25 kusů (J9078-9102). Upravený Wapiti Mk.I (J9095) sloužil jako osobní stroj Prince Waleského.
- Wapiti IA: Zabudován motor Bristol Jupiter VIIIF, první obdrželo australské letectvo v únoru 1929. Všechny varianty od Mk.IA měly na horní nosné ploše automaticky vysouvané sloty Handley Page.
- Wapiti IB: Australská licenční výroba exportovaná do Jižní Afriky s modernizovaným podvozkem s dělenou osou. Během služby v Africe byly reduktorové Jupitery VIIIF nahrazovány reduktorovými přeplňovanými pohonnými jednotkami Armstrong Siddeley Panther II o výkonu 400 kW.
- Wapiti II: verze vzniklá na základě specifikace 16/31. Celokovový trup z duralu, křídlo kovové, ale konstrukčně ponecháno stejné jako u D.H.9A.[3] Vyrobeno 10 kusů (J9237-9246). Prototyp (J9237) podstoupil na žádost RAF náročné zimní zkoušky od roku 1930 do roku 1932 na ontarijské základně Rockcliffe u Ottawy v Kanadě. Létal poháněn motorem Jupiter VI.
- Wapiti IIA: hlavní produkční verze z roku 1931. Pro RAF bylo vyrobeno 429 kusů.[3] První prototyp nesl sériové číslo J9247. Nejdříve byla tato varianta vybavena motorem Jupiter VIII, v zámořských útvarech RAF operovaly s reduktorovými Jupitery VIII F, IX F, IX FA a X FA.

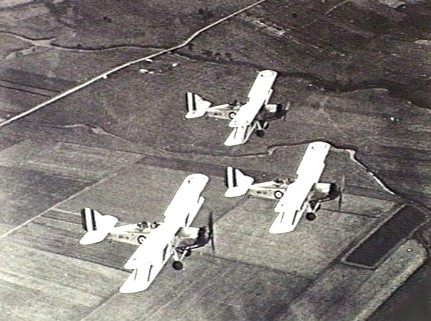
Letouny Westland Wapiti jednotky No. 3 Squadron, RAAF

- Wapiti III: verze pro Jihoafrickou unii. Čtyři kusy vyrobil Westland v Yeovil v roce 1932 s motory Bristol Jupiter IXF a dalších 27 kusů bylo v licenci postaveno v JAR v Roberts Heights u Pretorie s reduktorovými motory Armstrong Siddeley Jaguar VI o výkonu 380 kW.[3] (P601-604 a P605-631)
- Wapiti IV: verze navržená pro Španělsko s prodlouženým trupem. Postaven jeden prototyp.[3]
- Wapiti V: verze vycházející z prodlouženého trupu Wapiti IV.[3], vyrobeno 35 kusů (J9725-9759).
- Wapiti T.Mk.VI: neozbrojená cvičná verze s dvojím řízením vyráběná v roce 1932 s reduktorovým motorem Jupiter IXF.[3] Celkem vyrobeno 16 kusů (K2236-2251).
- Wapiti VII: (P.V.6), konvertovaný prototyp Wapiti V s novým přeplňovaným motorem Bristol Pegasus IV, zalétaný 30. října 1931 H. Penrosem, na jehož základě vznikl Westland Wallace Mk.I (K3488).[3]
- Wapiti VIII: verze z roku 1931 vycházející z Wapiti IV a určená pro Čínu. Postaveny čtyři kusy s motory Armstrong Siddeley Panther IIA.[3]

## Specifikace (Wapiti IIA)

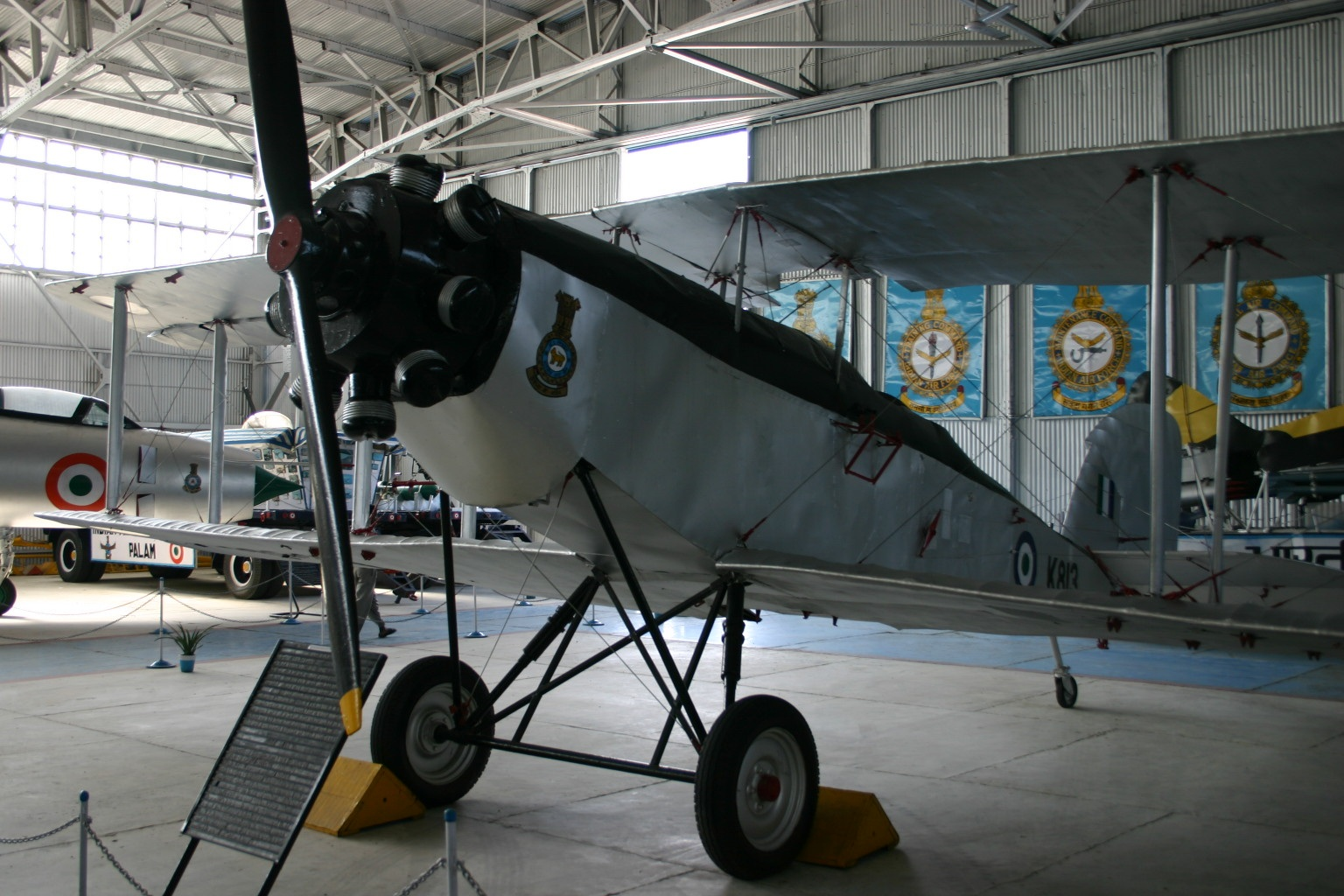
Westland Wapiti, Indian Air Force Museum, Palam

Údaje (není-li uvedeno jinak) podle The British Bomber since 1914

### Technické údaje
- Osádka: 2
- Rozpětí křídel: 14,15 m
- Délka: 9,65 m
- Výška: 3,96 m
- Nosná plocha: 43,48 m²[10]
- Prázdná hmotnost: 1732 kg
- Maximální vzletová hmotnost: 2449,4 kg[3]
- Pohonná jednotka: 1 × hvězdicový devítiválec Bristol Jupiter V.IIIF o výkonu 550 hp (410,1 kW)[2][3]

### Výkony
- Maximální rychlost: 135 mph (217,3 km/h) ve výšce 5000 stop (1524 m)[3]
- Cestovní rychlost: 110 mph (177,0 km/h) ve výšce 20 600 stop (6278,9 m)[3]
- Výstup do 5000 stop (1524 m): 4 minuty 18 sekund[3]
- Dostup: 20 600 stop (6278,9 m)[3]
- Dolet: 360 mil (579,4 km)[3]

### Výzbroj
- 1 × pevný kulomet Vickers ráže 7,7 mm
- 1 × 7,7 mm pohyblivý kulomet Lewis na oběžném kruhu Scarff ovládaný střelcem
- až 580 lb (263,1 kg) pum[3]